# Megitza

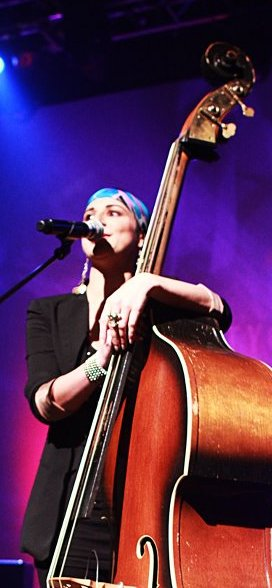
Megitza (2012)

Małgorzata Barbara Babiarz (sinh ngày 27 tháng 11 năm 1984 tại Zakopane), nghệ danh là Megitza, là một ca sĩ, người chơi bass kép và nhà soạn nhạc người Ba Lan, nổi tiếng với nhiều thể loại âm nhạc như nhạc thế giới, nhạc pop, nhạc jazz, nhạc dân ca và reggae.

## Tiểu sử
Megitza sinh ngày 27 tháng 11 năm 1984 tại Zakopane, Ba Lan. Năm 2001, cô di cư đến Chicago. Cô tổ chức một số sự kiện từ thiện để quyên góp cho các trại trẻ mồ côi ở Ba Lan, chẳng hạn như sự kiện Great Orchestra of Christmas Charity. Megitza tích cực quảng bá văn hóa của Ba Lan ở Chicago và Hoa Kỳ.
Năm 2008, cô thành lập nhóm nhạc "Bộ tứ Megitza" cùng với các nghệ sĩ khác, bao gồm: Andreas Kapsalis, Marek Lichota và Jamie Gallagher. Năm 2008, Megitza ra mắt album đầu tay mang tên Boleritza.
Những sáng tác ban đầu của Megitza chủ yếu tập trung vào thể loại âm nhạc dân gian của người vùng cao Ba Lan, nhạc Romani, nhạc dân gian Balkan và nhạc thế giới. Một số ca khúc tiêu biểu có thể kể đến như: "Boleritza", "Mamo te Mera", "Cisza" và "17_14".
Năm 2015, Megitza góp mặt tại vòng bán kết trong mùa thứ tám của chương trình truyền hình Mam talent! (Got Talent phiên bản Ba Lan).

## Tác phẩm tiêu biểu

### Album
| Tựa đề                      | Chi tiết                                                                |
| --------------------------- | ----------------------------------------------------------------------- |
| Boleritza                   | - Phát hành: ngày 30 tháng 11 năm 2008 - Định dạng: CD, tải kỹ thuật số |
| Legenda                     | - Phát hành: ngày 1 tháng 7 năm 2012 - Định dạng: CD, tải kỹ thuật số   |
| Megitza                     | - Phát hành: ngày 1 tháng 7 năm 2012 - Định dạng: CD, tải kỹ thuật số   |
| Dobra Nowina (Good Message) | - Phát hành: ngày 22 tháng 12 năm 2012 - Định dạng: CD, tải kỹ thuật số |
| Mak                         | - Phát hành: tháng 10 năm 2013 - Định dạng: CD                          |

### Video
| Tựa đề                                 | Năm  | Đạo diễn                          | Album                       |
| -------------------------------------- | ---- | --------------------------------- | --------------------------- |
| "What I Desire"                        | 2011 | Ewa Uszpolewicz                   | Megitza                     |
| "Beauty Rumelaj"                       | 2012 | Maciej Michalski                  | Megitza                     |
| "Suspicious"                           | 2012 | Rafał Kawalec                     | Megitza                     |
| "Jezus Malusieńki" with Renata Przemyk | 2012 | Maciej Michalski                  | Dobra Nowina (Good Message) |
| "Teroz"                                | 2014 | Maciej Michalski, Piotr Smoleński | —                           |